# LiMo Foundation

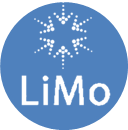

A LiMo (Linux Mobile) Foundation é uma fundação-consórcio sem fins lucrativos dedicada a criar o primeiro sistema operacional realmente de código livre baseado em Linux para smartphones.
Os membros fundadores são Motorola, NEC, NTT DoCoMo, Panasonic Mobile Communications, Samsung Electronics, e Vodafone.